# Cuscutaceae
Famille
Genres de rang inférieur
- Cuscuta

Classification APG II (2003)
Classification APG III (2009)
Classification APG IV (2016)
Synonymes
- sous-famille des Cuscutoideae Link (préféré par BioLib)[2]

Les Cuscutaceae, selon la classification classique de Cronquist (1981), sont une famille de plantes dicotylédones qui comprend 170 espèces du genre Cuscuta L., dont la Cuscute d'Europe.
Ce sont des plantes herbacées parasites des parties aériennes des hôtes, à l'aspect filamenteux, à tige non chlorophyllienne, à feuilles très réduites, grimpantes, à système racinaire éphémère, des régions tempérées à tropicales.
La classification phylogénétique[Laquelle ?] incorpore le genre Cuscuta dans les Convolvulacées et dans la tribu des Cuscuteae.[réf. souhaitée]
Le genre Cuscuta appartient à la sous-famille des Cuscutoideae, dans la famille des Convolvulaceae, selon l’Angiosperm Phylogeny Website.